# Valle di Blenio

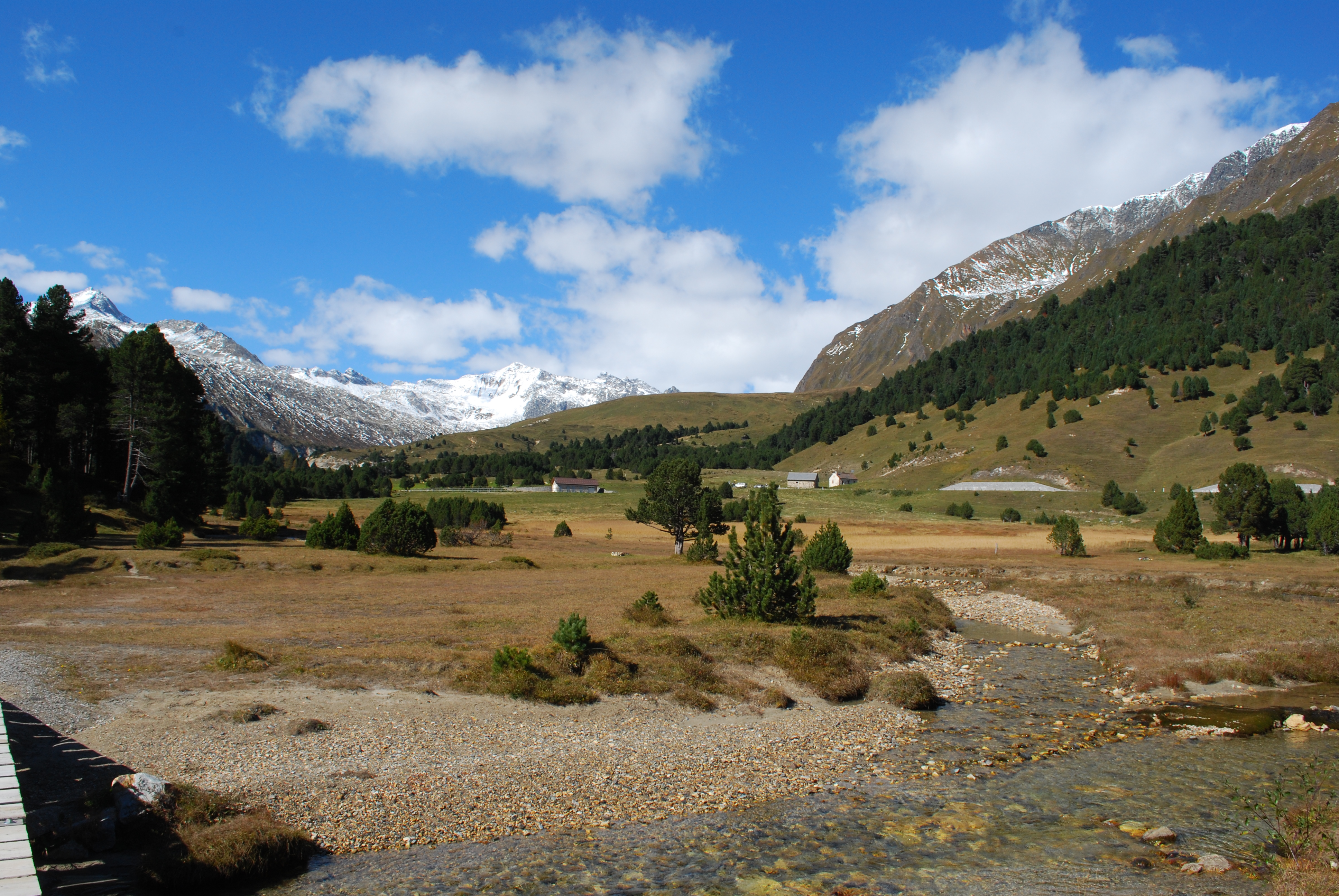
Bild von Norden nach Süden: Alpe Casaccia

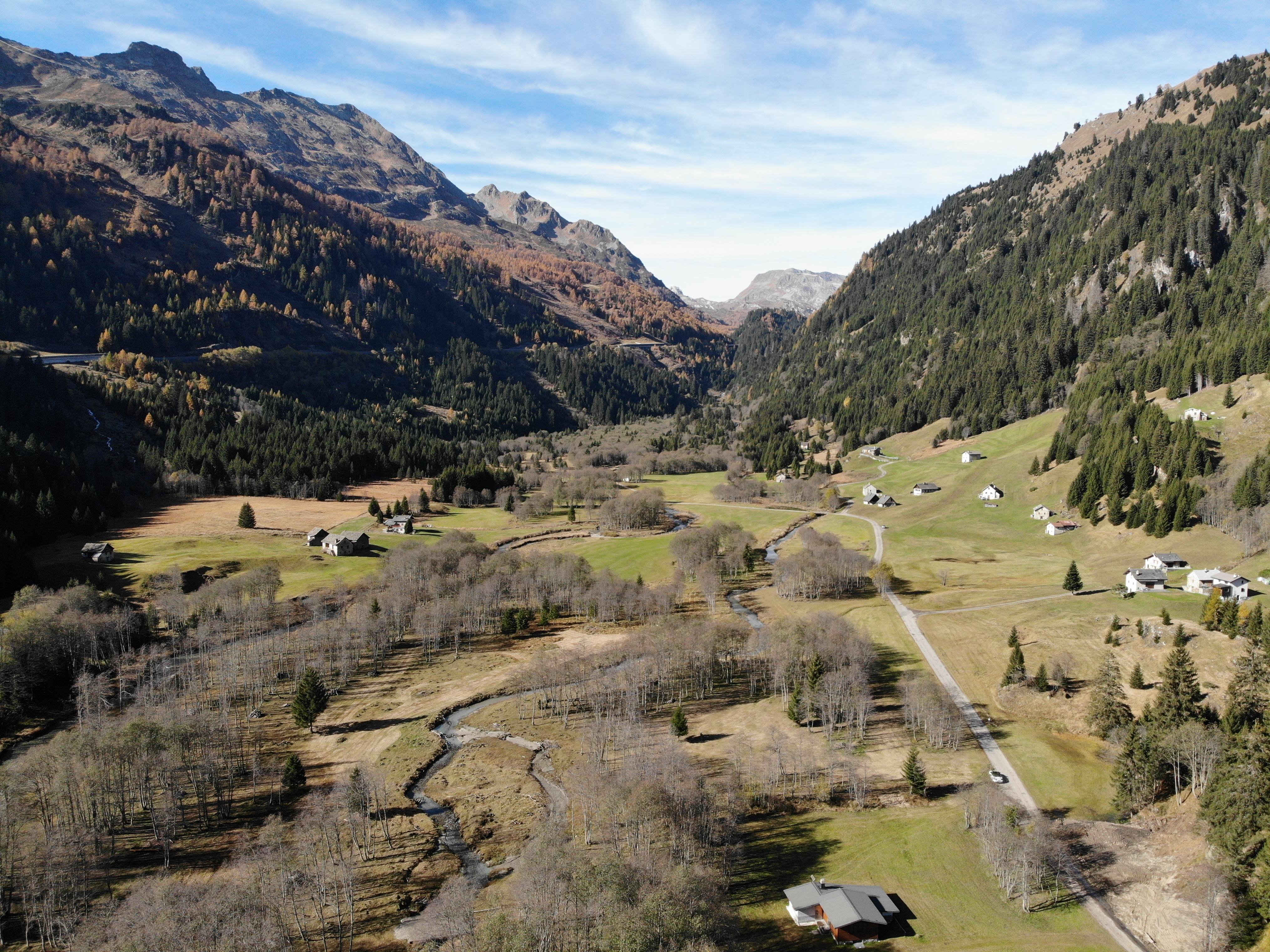
Valle di Blenio westlich von Campra

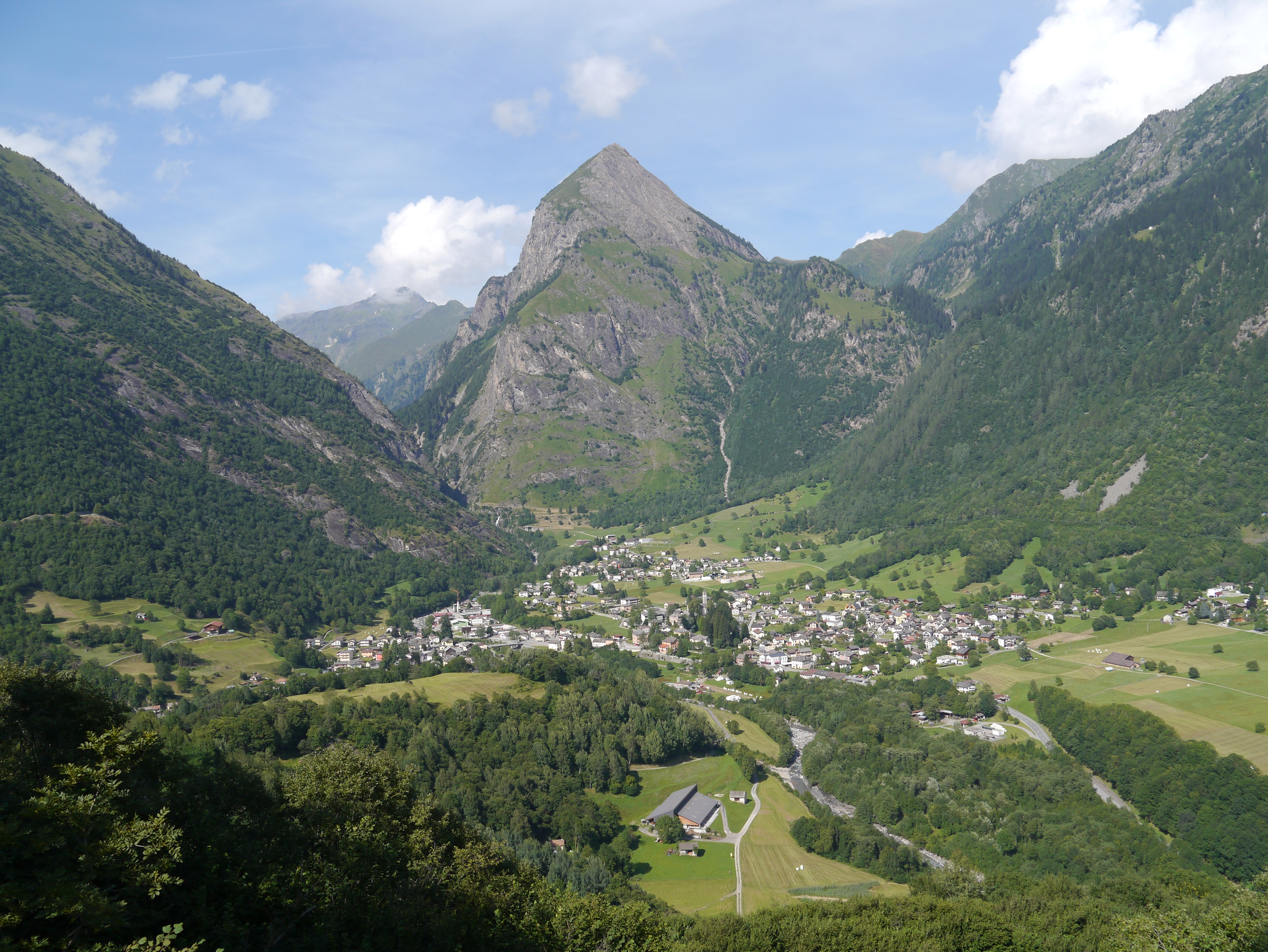
Olivone am Fusse des Sosto (2221 m ü. M.)

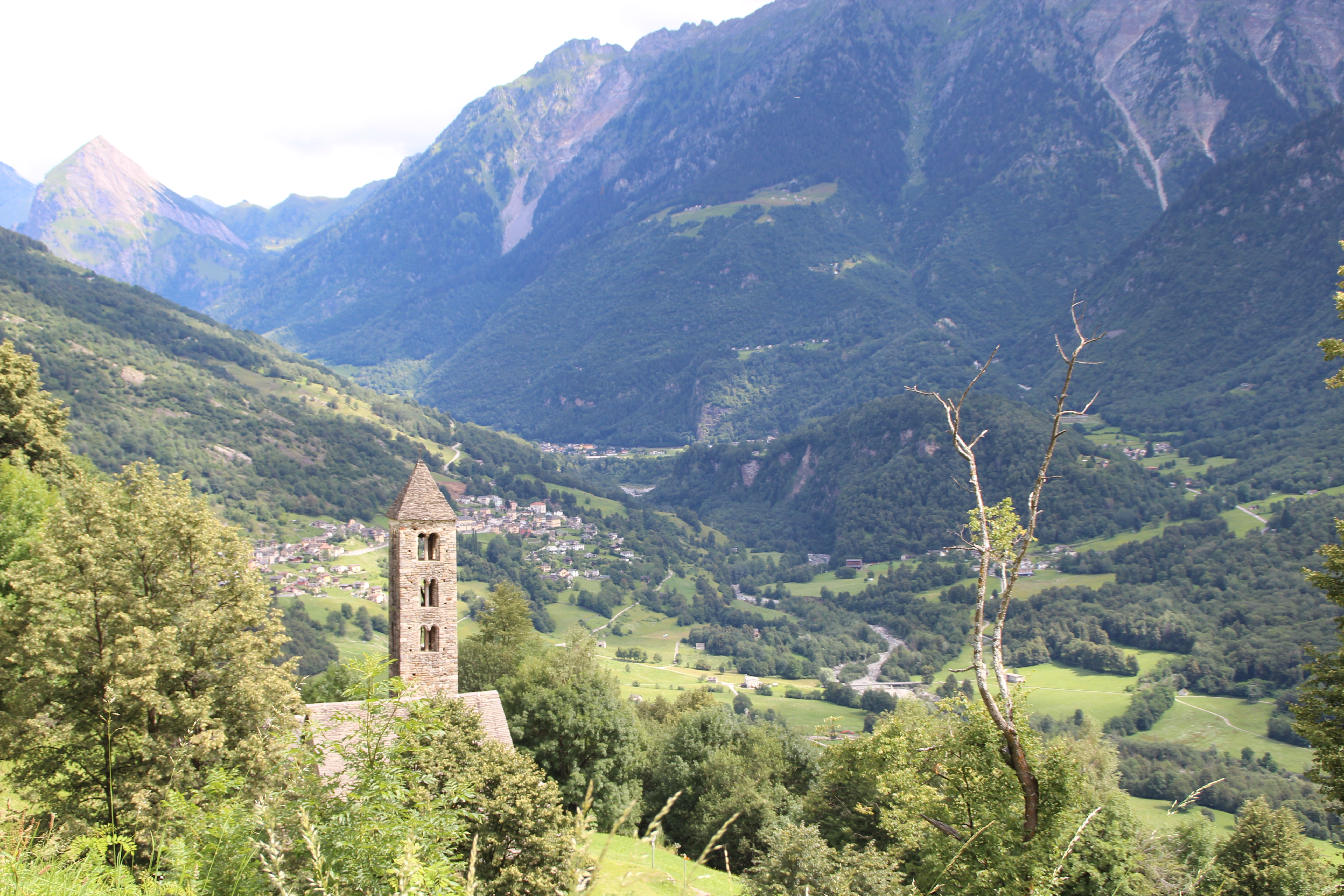
Chiesa San Carlo di Negrentino, Blick ins Bleniotal

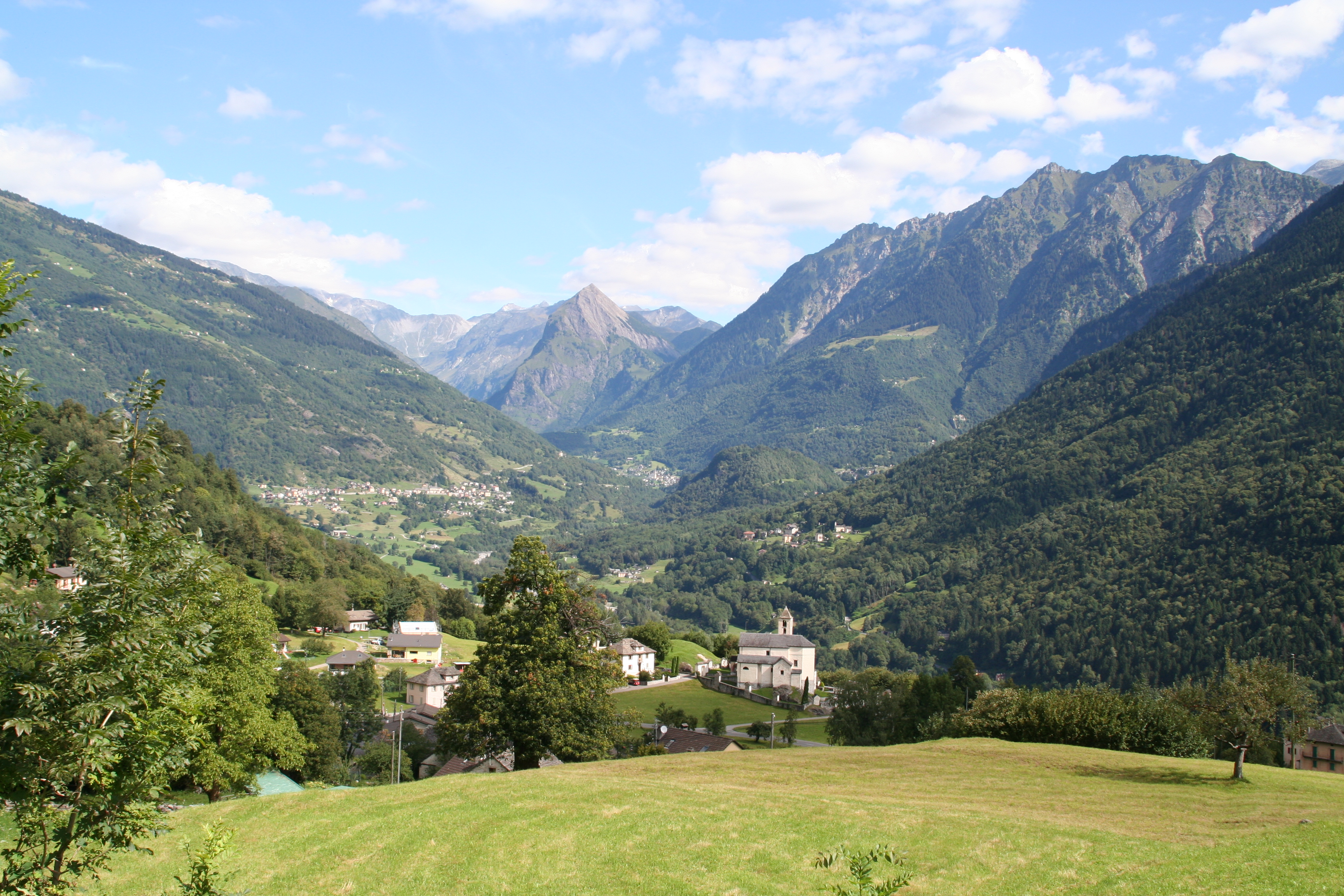
Bei Corzoneso, Kirche Santi Nazario e Celso (Corzoneso)

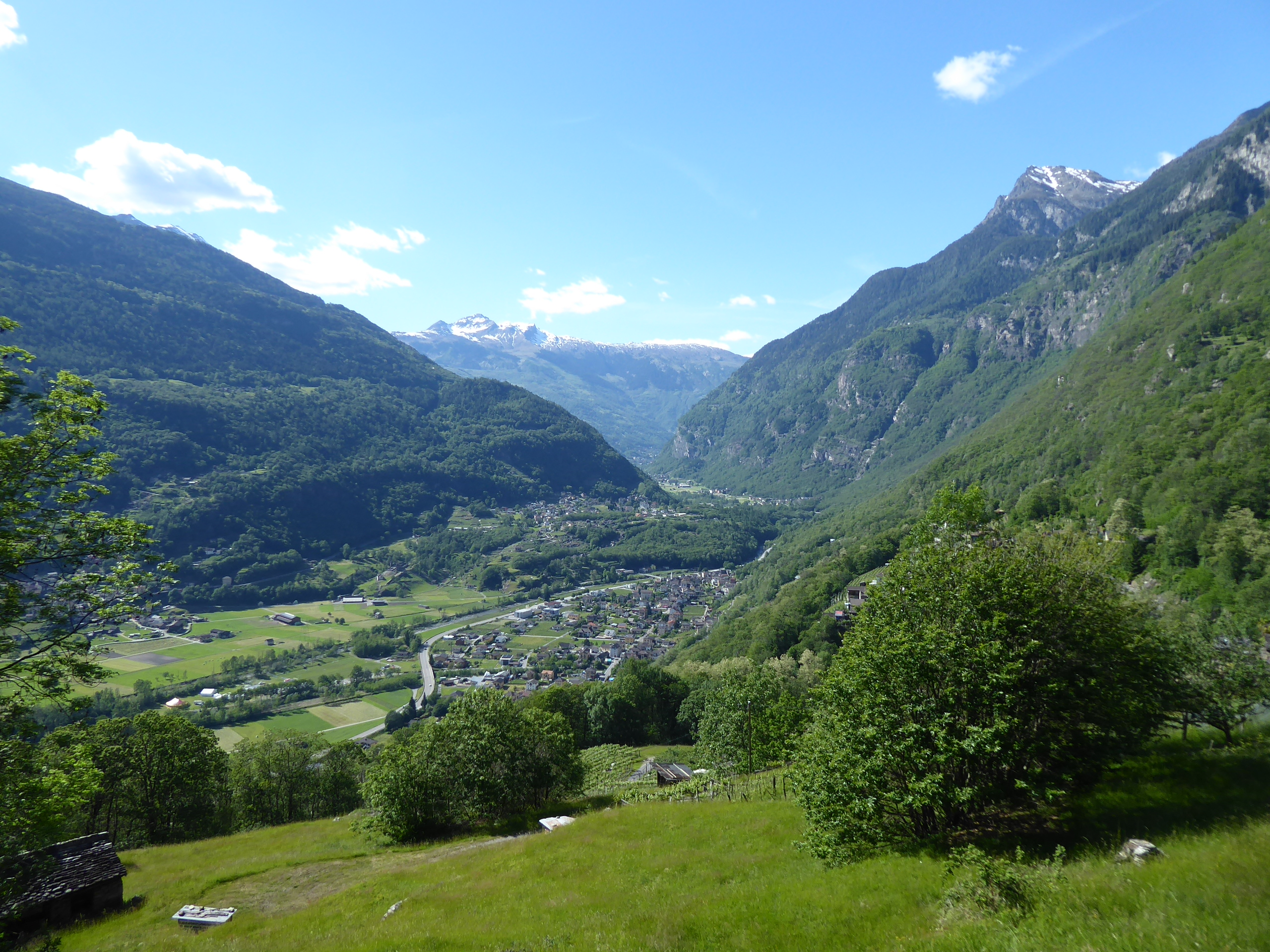
Blick in den südlichsten Teil des Tals mit der Gemeinde Serravalle

Das Valle di Blenio (deutsch: Bleniotal, deutsch historisch: Palenzertal, Bolenzertal, Bollenztal; rätoromanisch: Val da Blegn) ist ein Tal im schweizerischen Kanton Tessin. Der Bezirk Blenio besteht aus den politischen Gemeinden Acquarossa, Serravalle und Blenio und den Ortschaften (Reihenfolge talabwärts) Ghirone, Campo (Blenio), Olivone, Aquila TI, Largario, Torre TI, Grumo, Ponto Valentino, Marolta, Castro TI, Lottigna, Prugiasco, Leontica, Cumiasca, Acquarossa, Corzoneso, Dongio, Ludiano, Malvaglia und Semione.

## Geographie
Das Valle di Blenio wird vom Fluss Brenno durchflossen und erstreckt sich vom Lukmanierpass bis zur Mündung des Brenno in den Fluss Tessin bei Biasca. Das Tal ist durch seine ausgesprochene Nord-Süd-Ausrichtung und die Breite gut durchsonnt und wird daher auch Valle del Sole («Sonnental») genannt.

## Geschichte
Die Geschichte des Tales wird im Museo della Valle di Blenio in Lottigna dargestellt. Musikalische Interpretationen produziert die Musikgruppe Vox Blenii.

### Politische Geschichte
Das Tal zählt mit den Übergängen über den Lukmanierpass, den Passo Sole, Greina- und Diesrutpass zu den schon sehr früh begangenen Alpenrouten. Von Greinapass und Diesrutpass wird angenommen, dass sie schon von den Kelten genutzt wurden.
Mit dem fränkischen König Pippin im Jahre 754 wurde das Tal Verkehrsweg für verschiedene Kaiser des Heiligen Römischen Reichs auf ihren Italienzügen. Otto I., Heinrich II., Friedrich I. Barbarossa zogen mehrmals durch das Tal. Um 948 gelangte das Tal durch eine Schenkung der Grafen von Stazzona an den Bischof von Vercelli und damit unter die Gerichtsbarkeit des Mailänder Domkapitels. In der Zeit des Investiturstreits zwischen Kaiser und Papst war es wegen seiner strategischen Bedeutung zeitweise direkt der Herrschaft der Kaiser unterstellt. König Konrad III. gab es Werner von Baden-Lenzburg aus der regionalen Adelsfamilie derer von Lenzburg zu Lehen. Von dort gelangte es nach dem Aussterben der Familie mit dem Tod Ulrich IV. von Lenzburg 1173 an Kaiser Friedrich Barbarossa. Ende des 12. Jahrhunderts wurde die heute noch als Ruine erhaltene Burg Serravalle, die den durchziehenden Kaisern Schutz bot, von den papsttreuen Talleuten zerstört.
1342 gelangte das Tal an die Visconti, 1356 an die Pepoli aus Bologna, 1402 an die Freiherren von Sax, 1422 vorübergehend wieder an die Visconti, dann an die Sforza und schliesslich 1450 an die Bologneser Familie Bentivoglio. 1457 konnte sich das Tal von den Lehensrechten – mit Ausnahme der Mailänder Herzogsrechte und der Abgabe an das Mailänder Domkapitel – loskaufen.
1495 leistete das Bleniotal einen Treueeid an die Urner. Nach dem Frieden von Arona war es von 1503 bis 1798 gemeine Herrschaft von Uri, Schwyz und Nidwalden, mit Sitz in Lottigna. Während der Helvetischen Republik gehörte das Bleniotal zum Kanton Bellinzona, nach 1803 wurde es Bezirk des neu gegründeten Kantons Tessin.
Im 18. und 19. Jahrhundert wanderten Lebensmittelkaufleute und handwerkliche Schokoladenhersteller aus dem Bleniotal in die Deutschschweiz und in zahlreiche europäische Metropolen aus, worauf sich der Wohlstand eines kleinen Teils der Bevölkerung gründete. Sichtbare Zeugen dieser Zeit sind die heute manche Dörfer prägenden Rückkehrervillen und die ehemalige Fabbrica di Cioccolato Cima Norma.

### Höhlenburgen
In den steilen Wänden des Bleniotals befinden sich mehrere auf Sicht verbundene «Heidenhäuser» (case dei pagani, auch case dei cröisch, case dei grebel), Höhlenburgen aus dem Mittelalter. Sie könnten sowohl als Wacht- als auch als Signalhäuser (Hochwachten) gedient haben, sicherlich auch als Fluchtburgen für die Zivilbevölkerung, wenn auch, womöglich, nur für die Wohlhabenden. Darauf verweist der sanitäre Ausbau. Die Bezeichnung des Bleniotals als «Feuerlichttal» (Valle dei fuochi) ist ein möglicher Hinweis auf solche Hochwachten. Am besten erhalten sind die Bauten oberhalb von Dongio und Malvaglia. In der lokalen Tradition haben sich zahlreiche Legenden um die «Heidenhäuser» gebildet. Eine davon ist, dass es sich bei den früheren Bewohnern um Menschen gehandelt haben soll, die sich der Christianisierung durch Flucht in die Berge entzogen haben. Die Beschreibung ihrer Lebensgewohnheiten (z. B. der Raub von Kindern) steht in der Tradition der europäischen Märchenerzählung und gehört zum kulturellen Gemeingut des Tales.

### Naturkatastrophen
Am 30. September 1512 stürzte der Monte Crenone ins Tal und begrub Hunderte von Menschen im nördlichen Teil des Ortes Biasca unter sich. Die Steinmassen der Buzza di Biasca stauten den Brenno auf einer Länge von circa vier Kilometern bis zur Ortschaft Malvaglia zum See auf. Die Steinmassen hielten dem Druck des aufgestauten Wassers nicht mehr stand; der See lief am 20. Mai 1515 mit einem Mal aus und überschwemmte Biasca und das nachfolgende Tal des Ticino (Riviera), riss die Brücke bei Bellinzona ein und verwüstete die Magadinoebene. Das Jahr 1868 bescherte dem Tal abermals einen Bergsturz: Das Dorf Loderio mit 400 Einwohnern wurde unter den Gesteinsmassen begraben.

### Eisenbahn
Bereits im Jahre 1839 entstand ein Projekt für eine Lukmanierbahn durch das Bleniotal und über den Lukmanier. Nach der Fertigstellung der Strasse über den Lukmanierpass nach Disentis/Mustér in Graubünden wurde das Projekt jedoch nur noch teilweise realisiert. Zwischen dem 6. Juli 1911 und dem 29. September 1973 hatte das Tal mit der Schmalspurbahn Biasca-Acquarossa-Bahn einen Anschluss an die SBB in Biasca.